# Kościół św. Bartłomieja Apostoła w Bronisławiu
Kościół świętego Bartłomieja Apostoła w Bronisławiu – rzymskokatolicki kościół parafialny należący do parafii pod tym samym wezwaniem (dekanat radziejowski diecezji włocławskiej).
Jest to budowla murowana, wzniesiona w latach 1870-76 na miejscu trzech poprzednich, drewnianych, z których ostatnia została zniszczona przez pożar w 1870 roku. Kościół był kilkakrotnie remontowany i odnawiany, natomiast ostatni gruntowny remont został przeprowadzony na zewnątrz w 1994 roku. W późniejszych latach zostały odnowione: polichromia sufitu i ścian oraz zostały ułożone posadzki i wyremontowany został dach. Wielokrotnie kościół wizytował przyszły kardynał Stefan Wyszyński, natomiast jako Prymas Polski uczynił to w 1953 roku, o czym informuje tablica zawieszona w świątyni.